# Кобаяші Садайоші
Кобаяші Садайоші (14 лютого 1905 — 23 травня 1997) — японський хокеїст на траві.
Срібний призер Олімпійських Ігор 1932 року.